# The Korgis
I The Korgis, spesso conosciuti anche con il nome di James Warren & the Korgis, sono un gruppo musicale pop inglese proveniente dalla cittadina di Bristol, formato inizialmente da James Warren e da Andy Davis, ex membri di una band attiva negli anni settanta, gli Stackridge.
I membri non ufficiali erano il chitarrista Stuart Gordon e il tastierista Phil Harrison.
Particolarmente noto il loro brano Everybody's Got to Learn Sometime del quale Beck e Zucchero Fornaciari hanno pubblicato due cover. Quella di Zucchero, in collaborazione con Vanessa Carlton e Haylie Ecker, è conosciuta in Italia con il titolo Indaco dagli occhi del cielo ed è contenuta nell'album Zu & Co..

## Formazione
- Andy Davis - voce, chitarra, tastiere
- James Warren - voce, basso
- Phil Harrison - tastiere
- Stuart Gordon - violino

## Discografia

### Album in studio
- 1979 - The Korgis
- 1980 - Dumb Waiters
- 1981 - Sticky George
- 1992 - This World's for Everyone
- 2007 - Folk & Pop Classics

### Raccolte
- 1983 - The Best of The Korgis
- 1990 - The Best of & the Rest of The Korgis
- 1997 - Archive Series
- 2001 - Greatest Hits
- 2001 - Klassics – The Best of The Korgis
- 2003 - Don't Look Back – The Very Best of The Korgis
- 2005 - Kollection

### Album dal vivo
- 2006 - Unplugged